# José Antonio Rivas
José Antonio Rivas Espada (Málaga, España; 23 de abril de 1963-Ibídem, 10 de julio de 2018) fue un futbolista español que se desempeñaba como centrocampista.

## Biografía
A los diecinueve años debutó en Segunda División con el CD Málaga. En esa temporada 1981-82, el equipo malagueño ascendió a Primera División. Al año siguiente se marchó cedido al CD Antequerano, donde jugó dos temporadas (1982-84). En la temporada 1984-85 regresó al CD Málaga, donde jugó alternativamente en el primer equipo y en el equipo filial hasta que en 1986 jugó en el CD Málaga hasta la temporada 1990-91. En la temporada 1987-88, el club blanquizaul ascendió a la Primera División gracias a los diez goles que Rivas marcó en los veintitrés partidos que disputó.
En 1991 abandonó el CD Málaga, —donde había jugado 161 partidos y conseguido veintisiete tantos—, incorporándose al CE Sabadell. En el equipo catalán concluyó su carrera profesional cuando estaba a punto de cumplir veintinueve años, a causa de diversas lesiones importantes.
El 9 de julio de 2018 Rivas sufrió un accidente doméstico mientras pintaba. Al caer de la escalera se golpeó la cabeza y permaneció en coma, ingresado en el Hospital Carlos Haya, donde falleció al día siguiente. Tenía dos hijos. En los últimos años, se había aficionado al golf.

## Clubes
| Club        | País   | Año       |
| ----------- | ------ | --------- |
| CD Málaga   | España | 1981-1991 |
| CE Sabadell | España | 1991-1992 |